# Setaria
Setaria är ett släkte av enhjärtbladiga växter. Enligt Catalogue of Life ingår Setaria i familjen Poaceae, men enligt Dyntaxa är tillhörigheten istället familjen Setariidae.

## Dottertaxa tillSetaria, i alfabetisk ordning[1][2]
- Setaria acromelaena
- Setaria alonsoi
- Setaria apiculata
- Setaria appendiculata
- Setaria arizonica
- Setaria atrata
- Setaria australiensis
- Setaria austrocaledonica
- Setaria barbata
- Setaria barbinodis
- Setaria bathiei
- Setaria cernua
- Setaria cervi
- Setaria chondrachne
- Setaria clivalis
- Setaria cordobensis
- Setaria corrugata
- Setaria dielsii
- Setaria equina
- Setaria faberi
- Setaria fiebrigii
- Setaria finita
- Setaria forbesiana
- Setaria globulifera
- Setaria gracillima
- Setaria grandis
- Setaria grisebachii
- Setaria guizhouensis
- Setaria hassleri
- Setaria homonyma
- Setaria humbertiana
- Setaria hunzikeri
- Setaria incrassata
- Setaria intermedia
- Setaria italica
- Setaria jaffrei
- Setaria kagerensis
- Setaria lachnea
- Setaria latifolia
- Setaria leucopila
- Setaria liebmannii
- Setaria limensis
- Setaria lindenbergiana
- Setaria longipila
- Setaria longiseta
- Setaria macrosperma
- Setaria macrostachya
- Setaria madecassa
- Setaria magna
- Setaria megaphylla
- Setaria mendocina
- Setaria mildbraedii
- Setaria montana
- Setaria nicorae
- Setaria nigrirostris
- Setaria oblongata
- Setaria obscura
- Setaria oplismenoides
- Setaria orthosticha
- Setaria palmeri
- Setaria palmifolia
- Setaria pampeana
- Setaria paraguayensis
- Setaria parodii
- Setaria parviflora
- Setaria paspalidioides
- Setaria paucifolia
- Setaria perrieri
- Setaria petiolata
- Setaria pflanzii
- Setaria plicata
- Setaria poiretiana
- Setaria pseudaristata
- Setaria pumila
- Setaria queenslandica
- Setaria restioidea
- Setaria rigida
- Setaria roemeri
- Setaria rosengurttii
- Setaria sagittifolia
- Setaria scabrifolia
- Setaria scandens
- Setaria scheelei
- Setaria scottii
- Setaria seriata
- Setaria setosa
- Setaria sphacelata
- Setaria stolonifera
- Setaria submacrostachya
- Setaria sulcata
- Setaria surgens
- Setaria tenacissima
- Setaria tenax
- Setaria texana
- Setaria tundrae
- Setaria vaginata
- Setaria vatkeana
- Setaria welwitschii
- Setaria verticillata
- Setaria villosissima
- Setaria viridis
- Setaria vulpiseta
- Setaria yunnanensis